# Élection sénatoriale de 2013 au Massachusetts
L'élection sénatoriale américaine de 2013 au Massachusetts a lieu le 25 juin 2013 afin de pourvoir au remplacement de John Kerry, devenu secrétaire d'État des États-Unis.

## Dispositions légales
Conformément à la loi du Massachusetts, après le décès, la démission ou la destitution d'un membre du Congrès, une élection partielle doit se tenir dans les 145 à 160 jours qui suivent la vacance de la fonction. 

## Contexte pré-électoral
Le 4 novembre 2008, John Kerry décroche un cinquième mandat au Sénat en obtenant plus de 65 % des voix. Le 21 décembre 2012, le président Obama désigne John Kerry comme le futur chef de la diplomatie américaine. Pressé par les membres de son parti de choisir un sénateur intérimaire le temps qu'une élection partielle soit organisée, le gouverneur Deval Patrick refuse de le faire tant que Kerry n'a pas été confirmé par un vote du Sénat. Il indique également que la personnalité qu'il nommera s'engagera à ne pas être candidate à l’élection anticipée. Le 30 janvier 2013, après la confirmation par le Sénat de John Kerry, Deval Patrick désigne son ancien chef de cabinet Mo Cowan qui prête serment le 1er février.

## Élections primaires

### Primaire démocrate

#### Candidatures validées

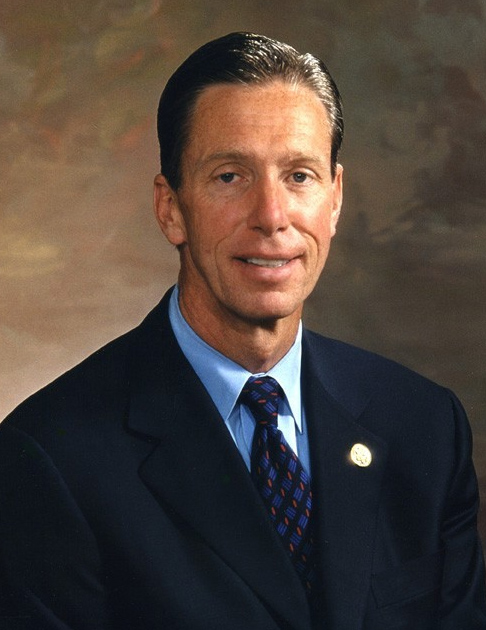
Stephen F. Lynch Représentant du 8e district du Massachusetts
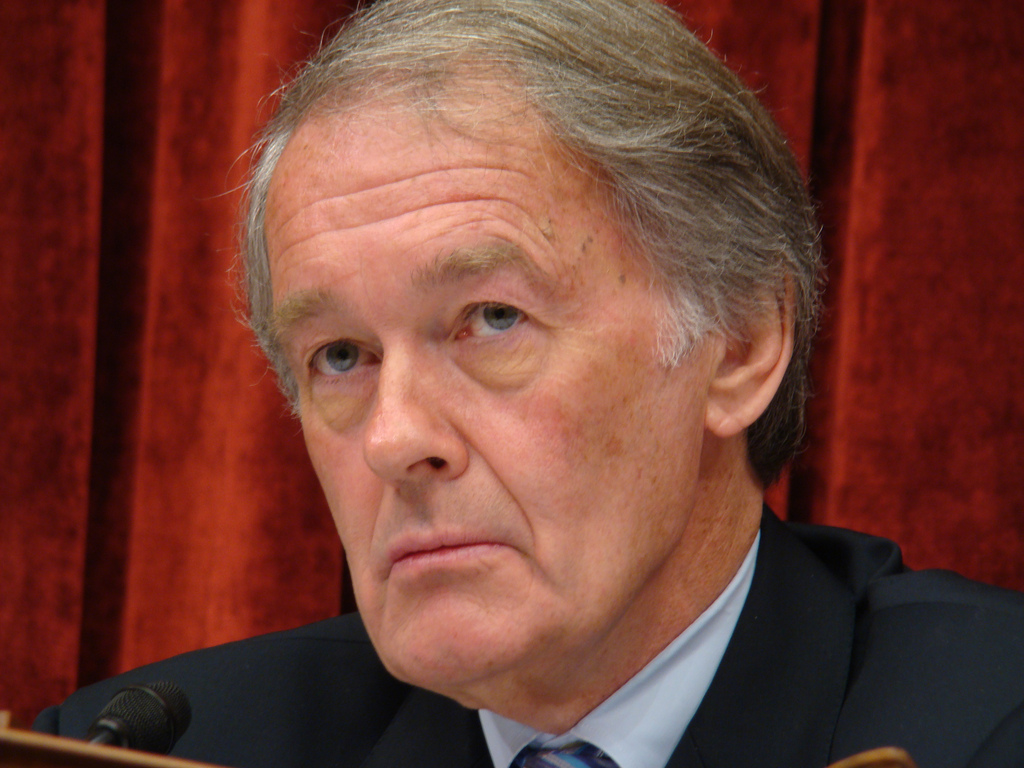
Ed Markey Représentant du 5e district du Massachusetts[6].

#### Résultats
| Partis | Partis          | Candidats     | Voix    | %     |
| ------ | --------------- | ------------- | ------- | ----- |
|        | Parti démocrate | Ed Markey     | 309 853 | 57,40 |
|        | Parti démocrate | Stephen Lynch | 229 971 | 42,60 |

### Primaire républicaine

#### Résultats
| Partis | Partis            | Candidats        | Voix   | %     |
| ------ | ----------------- | ---------------- | ------ | ----- |
|        | Parti républicain | Gabriel Gomez    | 96 275 | 50,99 |
|        | Parti républicain | Michael Sullivan | 67 918 | 35,97 |
|        | Parti républicain | Daniel Winslow   | 24 630 | 13,04 |